# Lulinek
Lulinek – wieś w Polsce położona w województwie wielkopolskim, w powiecie szamotulskim, w gminie Szamotuły.

## Położenie
Lulinek to wieś położona w województwie wielkopolskim, w powiecie szamotulskim, w gminie Szamotuły. Miejscowość leży w północno-zachodniej części województwa wielkopolskiego, na Wysoczyźnie Poznańskiej, w jej części zwanej równiną Szamotulską.
Ważne znaczenie dla ruchu komunikacyjnego regionu mają drogi z Szamotuł do Poznania, z Pniew przez Szamotuły do Obornik oraz z Szamotuł przez Obrzycko do Czarnkowa. Przez region przebiega również linia kolejowa Poznań - Szczecin. Lulinek jest jednym z 25 sołectw wyodrębnionych w podziale administracyjnym gminy Szamotuły. Miejscowość położona jest około 11 km na południowy wschód od Szamotuł, 2 km na północny wschód od Pamiątkowa przy drodze wojewódzkiej nr 316. Sołectwo zajmuje powierzchnię 277 ha.

## Historia
Miejscowość pierwotnie była związana z Wielkopolską. Istnieje co najmniej od połowy XV wieku i ma średniowieczną metrykę. Po raz pierwszy miejscowość odnotowana została w łacińskim dokumencie z 1450 gdzie zapisano ją pod nazwą "Minor Llulyno", 1504 "Minor Lulyno", 1508 "Lulino Minor", 1510 "Lulynko Minor, Minor Lulinko", 1518 "Lulynko", 1563 "Lulino Minus".
Początkowo wieś była własnością szlachecką należącą do wielkopolskiej szlachty z rodu Rozwarowskich, którzy od nazwy wsi Rozwarowo przyjęli odmiejscowe nazwisko. W 1450 leżała w powiecie poznańskim województwa poznańskiego w Koronie Królestwa Polskiego. W 1510 należała do parafii Żydowo.
Pierwszy zachowany zapis historyczny związany z miejscowścią mówi o tym, że w 1450 Piotr Rozwarowski dziedzic Lulina zapisał swojej żonie Małgorzacie po 190 grzywien posagu oraz wiana na Lulinie, na gaju w Baworowie oraz na Lulinku. W 1510 właścicielem wsi był Dziersław Rozwarowski. W 1518 Wojciech Rozwarowski zapisał kapitule katedry poznańskiej dwie grzywny czynszu rocznego od sumy 30 grzywien na wsiach Rozwarowo i Lulinek.
Z początku XVI wieku pochodzą również informacje o wsi ze źródeł koscielnych. W 1504 miejscowi kmiecie płacili dziesięcinę z 7 półłanków po 4 grosze, tak jak je płacili zmarłemu kanonikowi Andrzejowi Gołuchowskiemu, oraz tak samo płacili plebanowi w Żydowie tytułem dziesięciny lub opłaty zwanej meszne. 1510 pleban w Żydowie otrzymywał po 4 grosze z każdego półłanka osiadłego oraz z półłanków opustoszałych, które były uprawiane, a z dwóch półłanków sołeckich otrzymał tylko meszne. Kmiecie lulińscy składali się na pół grzywny i dawali te pieniądze kanonikowi Andrzejowi Krzyckiemu tytułem dziesięciny z półłanków osiadłych i opuszczonych, które były uprawiane. Według opinii plebana z Żydowa kmiecie ci „błądzą, ponieważ powinni dać kanonikowi tyle, ile dają swojemu plebanowi”.
Miejscowość odnotowały także historyczne rejestry podatkowe dzięki, którym znamy stosunki własnościowe we wsi. W 1504 w Lulinku gospodarowało 7 kmieci, każdy z nich posiadał połowę łana roli, a 2,5 łany we wsi były opuszczone. W 1508 miał miejsce pobór wiardunków królewskich. W 1509 pobrano podatki z 7 półłanków, a w 1510 pobór z 6 półłanków. W 1510 w Lulinku było 8 półłanków osiadłych oraz 5 półłanków opuszczonych, a sołectwo obejmowało 2 półłanki. W  1563 miał miejsce pobór z 6,5 łana oraz od karczmy dorocznej. W 1577 pobór od wsi zapłacił Jakub Rozwarowski. W 1580 Maciej Rozwarowski zapłacił pobór z 3 łanów.
W latach 1975–1998 miejscowość administracyjnie należała do województwa poznańskiego.